# Tablero de juego
Se conoce como tablero a la superficie, generalmente cuadrada o rectangular, que se utiliza en diversos juegos de mesa marcando posiciones para las piezas o fichas del juego, indicando movimientos posibles dentro de su reglamento o interaccionando de cualquier otro modo con su sistema de juego. No debe confundirse, pues, con el más simple tapete, cuya mera función es la protección de la mesa o las piezas sin formar parte de o interferir con la mecánica del juego.
Un tablero de juego específico es el damero, usado para juegos como las damas o el ajedrez.

## Galería

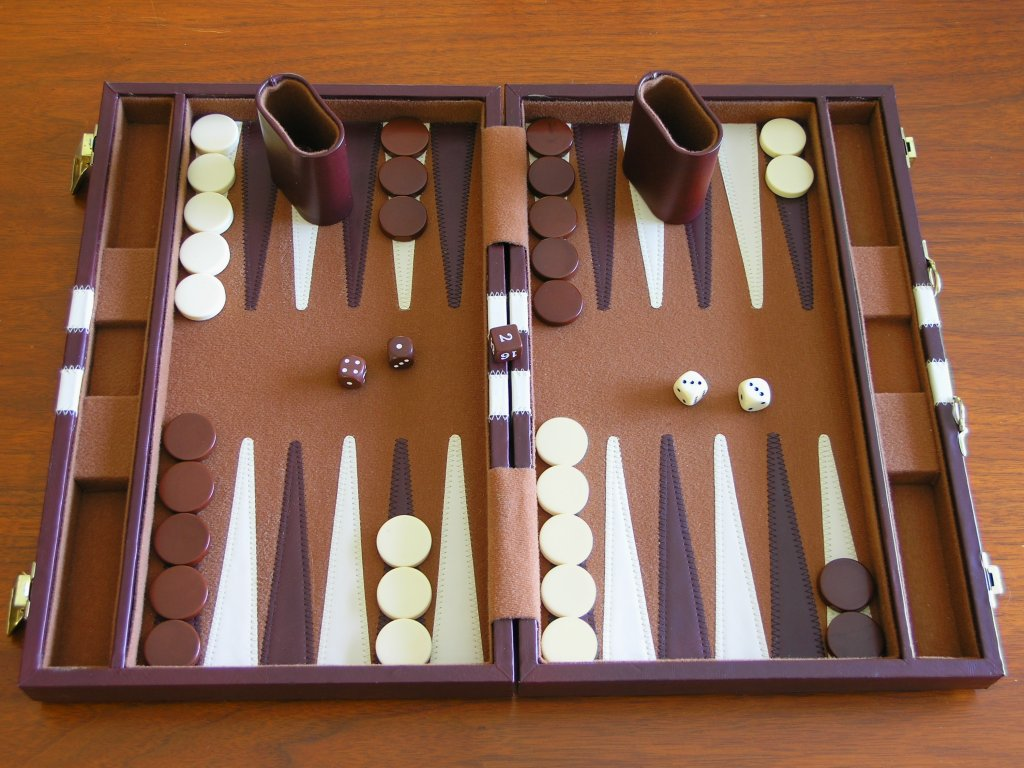
Tablero de backgammon.
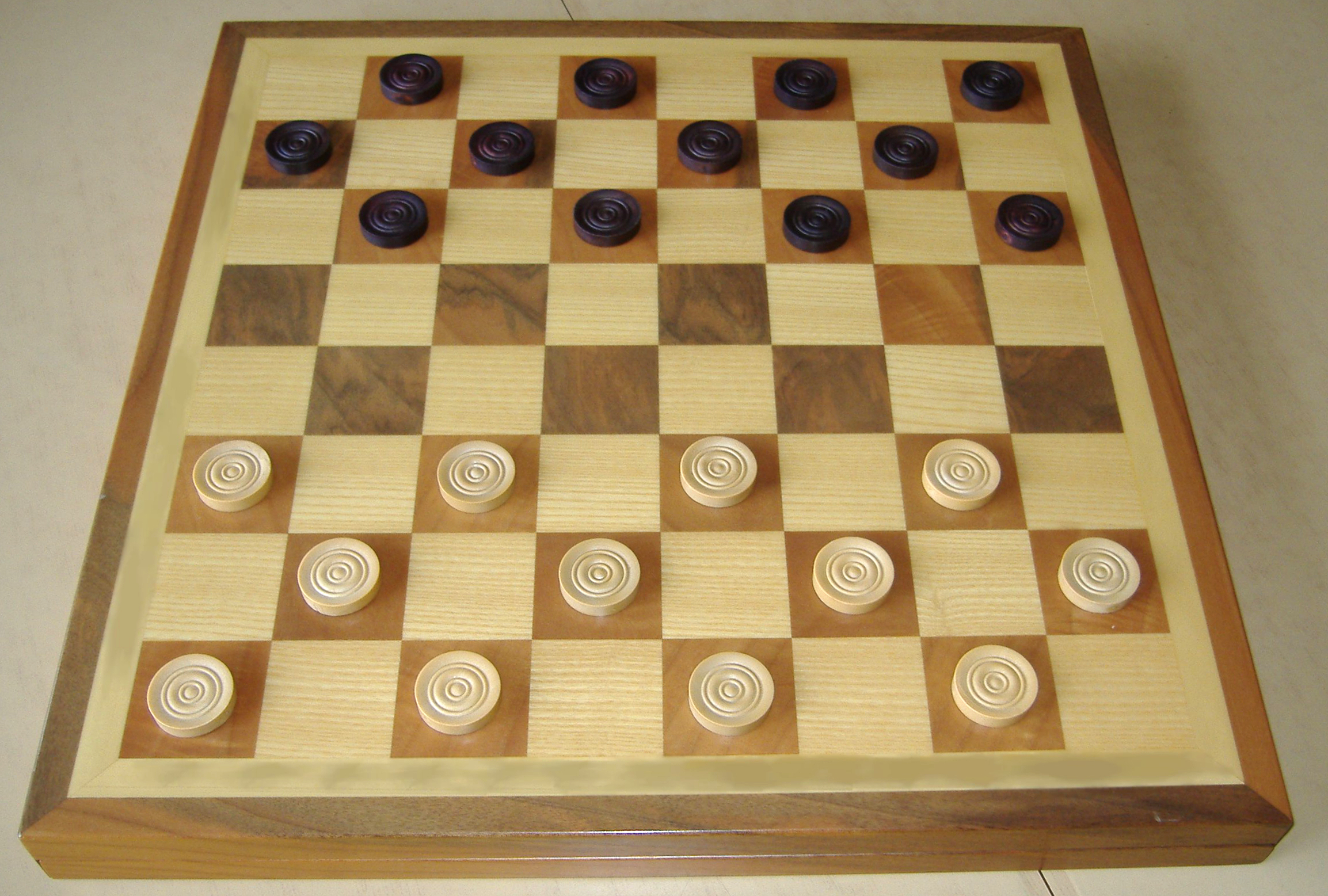
Damero (tablero de damas).
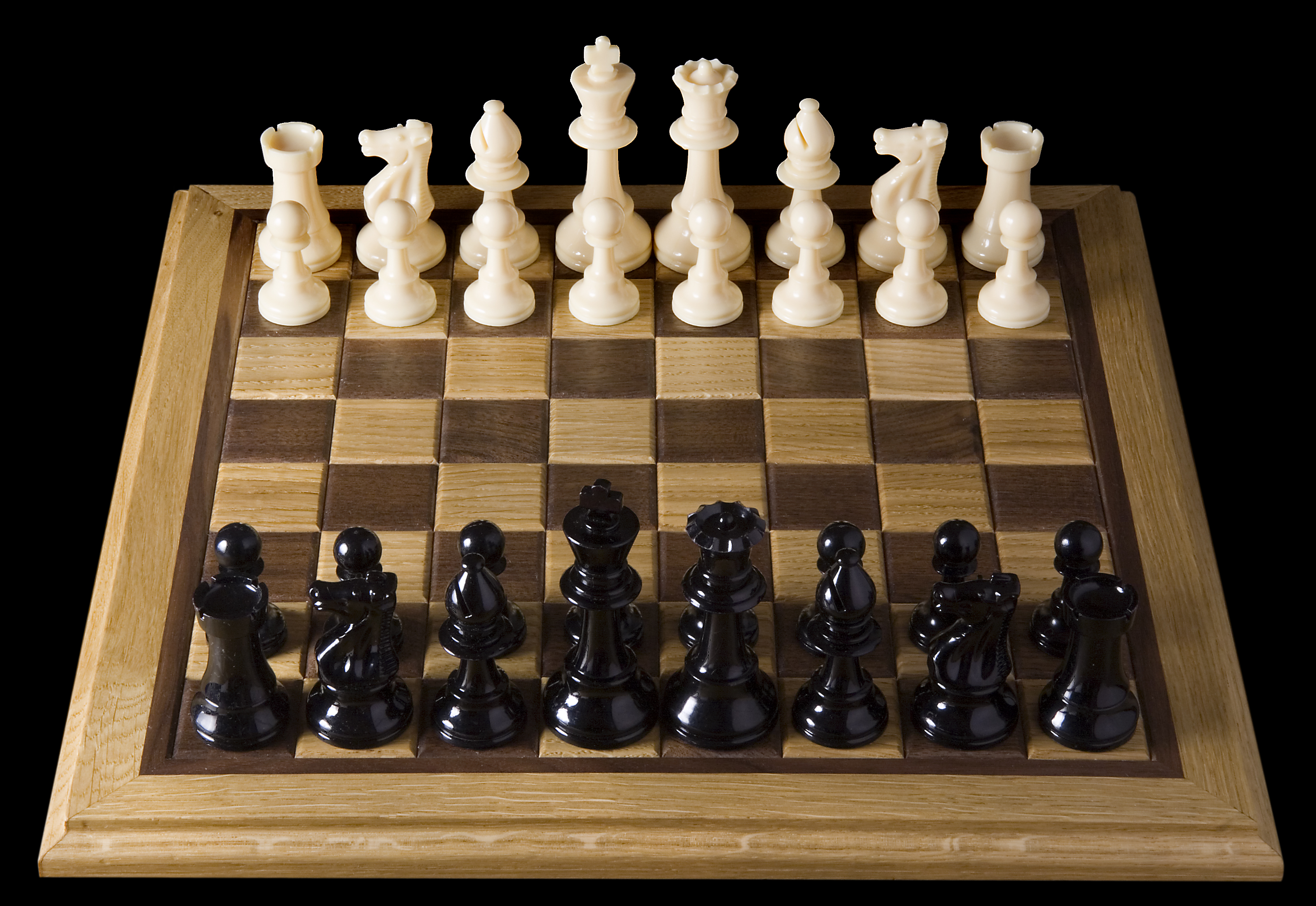
Tablero de ajedrez.
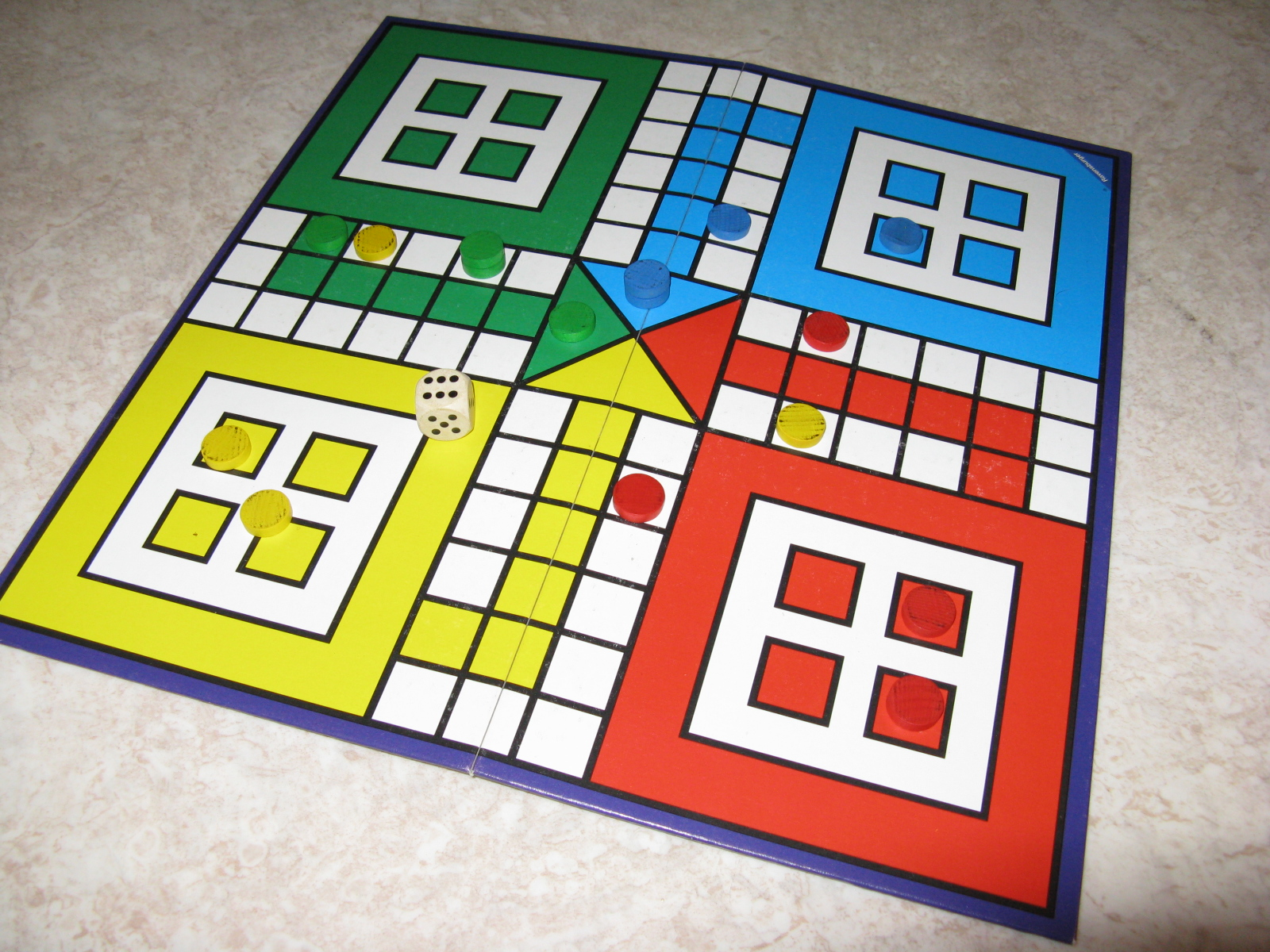
Tablero de ludo.
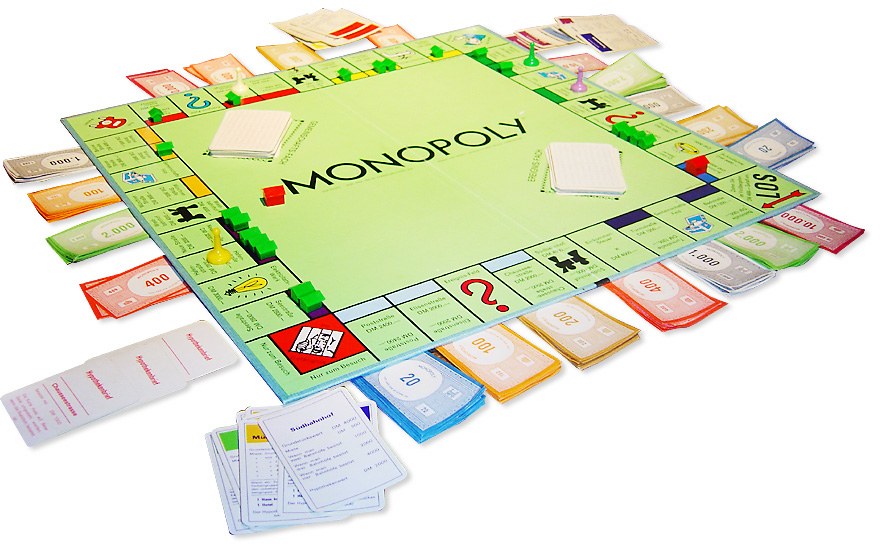
Tablero de Monopoly.
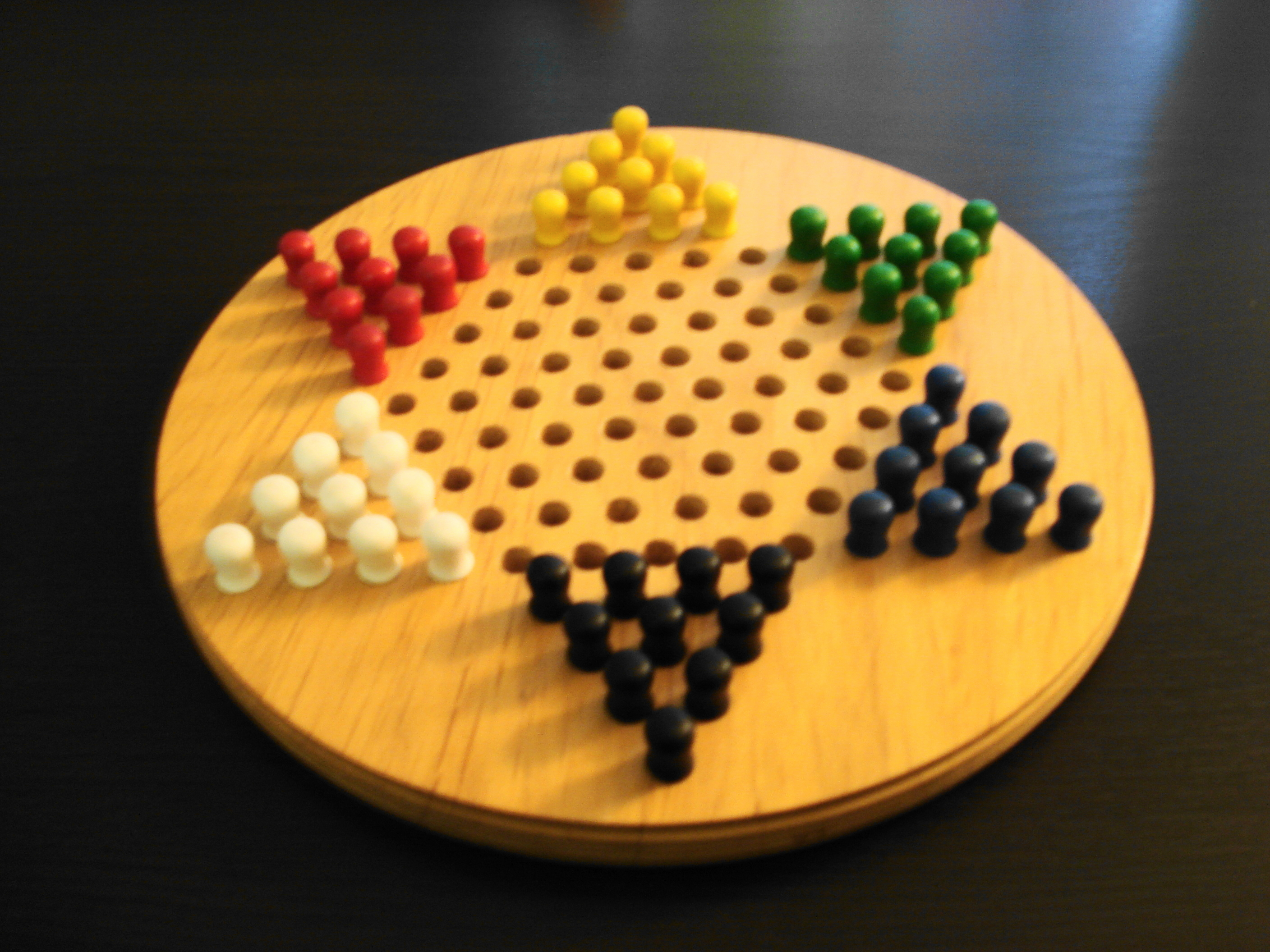
Tablero de damas chinas.
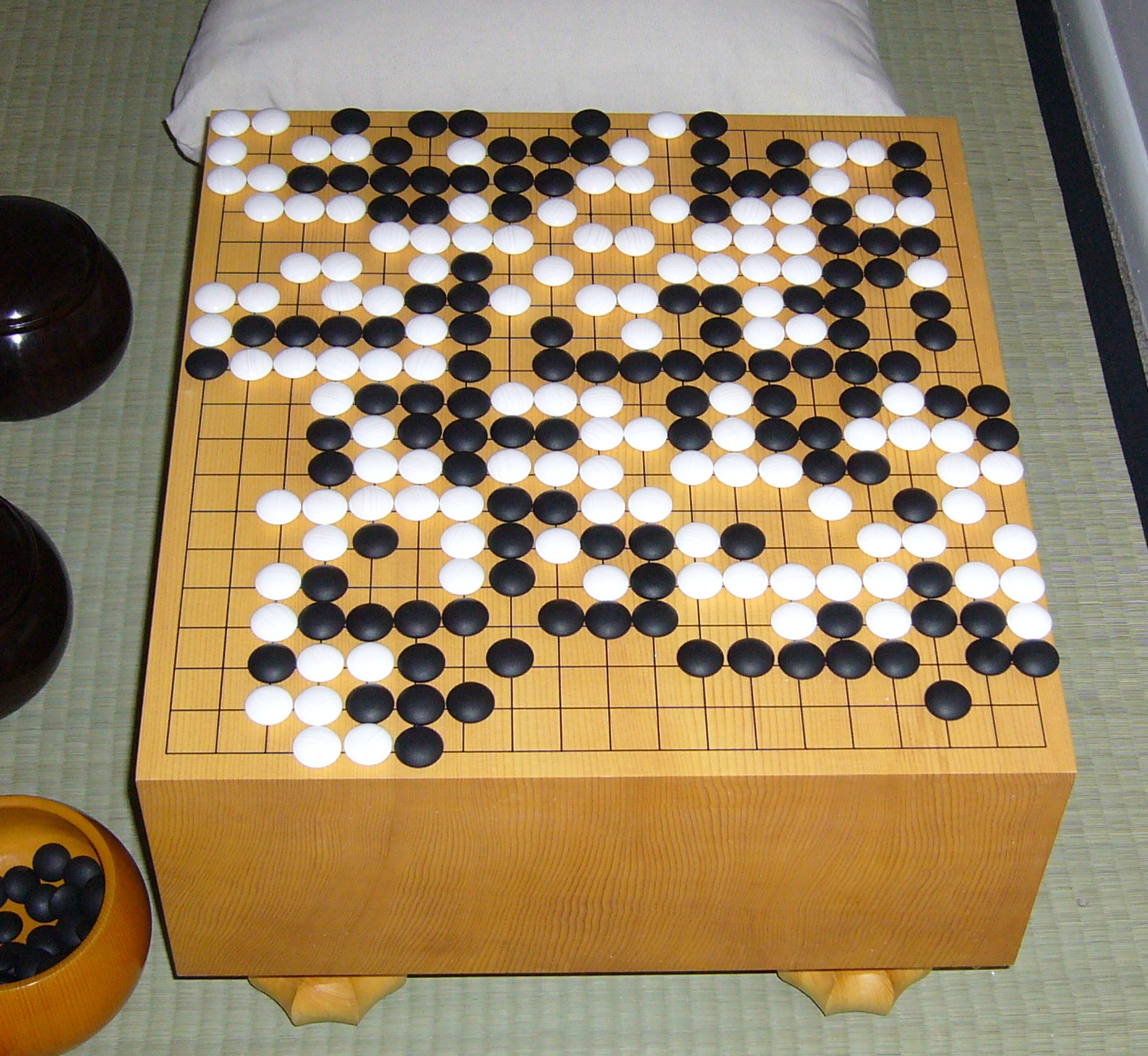
Goban (tablero de go).